# 마지막 4중주
《마지막 4중주》(영어: A Late Quartet)는 야론 질버만이 감독, 제작, 공동 각본(세스 그로스먼과 함께)을 맡은 2012년에 개봉한 미국의 드라마 영화이다. 영화에는 특히 베토벤의 현악사중주 14번이 연주될때, 브렌타노 사중주단이 연주하는 실내악이 사용되었다.

## 배역
- 필립 시모어 호프먼 - 로버트 겔바트
- 크리스토퍼 워컨 - 피터 미첼
- 캐서린 키너 - 줄리엣 겔바트
- 마크 이바니어 - 대니얼 레너
- 이머전 푸츠 - 앨릭샌드라 겔바트
- 안네 소피 폰 오터 - 미리엄
- 메드허 재프리 - 닥터 나디르
- 리라즈 차리 - 필라
- 월리스 숀 - 기디언 로슨
- 니나 리 - 본인 출연

## 같이 보기
- 후기 현악 사중주 (베토벤)